# バタグールガメ
バタグールガメ（学名：Butagur baska）は、イシガメ科バタグールガメ属に分類されるカメ。本種のみでバタグールガメ属を形成する。別名ヨツユビカワガメ。

## 分布
模式標本の産地（模式産地）はインド。
インド東部、インドネシア（スマトラ島）、カンボジア南部、タイ南部、バングラデシュ南部、ベトナム南部（絶滅した可能性もある）、マレーシア（マレー半島）、ミャンマー南部。シンガポールでは既に絶滅したとされる。

## 形態
最大甲長60cm。オスよりもメスの方が大型になり、オスは最大でも甲長50cm程。背甲はややドーム状に盛り上がり、上から見ると楕円形。甲板の表面は滑らかで、老齢個体では甲板の継ぎ目（シーム）が不明瞭になる。背甲の色彩は灰色や暗緑色。背甲と腹甲の継ぎ目（橋）や腹甲柱は非常に発達する。腋下甲板は鼠蹊甲板より小型。腹甲は大型で、左右の肛甲板の間には浅い切れ込みが入る。橋や腹甲の色彩は淡黄色。
頭部は小型で、吻端は突出しやや反りあがる。虹彩は淡黄色。四肢は頑丈で、指趾は長く水掻きが発達している。前肢の5指のうち4指にしか爪が無いことが別名の由来。頭部や四肢の色彩は灰色や暗緑色。
卵は長径6.6-7cm、短径4-4.5cm。幼体は背甲が扁平で、上から見ると円形。また椎甲板にはあまり発達しない筋状の盛りあがり（キール）があり、後部縁甲板が鋸状に尖る。成長に伴いキールや鋸状の突起は消失する。
オスはメスより皮膚がやや暗色だが、繁殖期になると全身が黒一色になり虹彩が白くなる。

## 分類
イシガメ科内ではカラグールガメ属やセタカガメ属に最も近縁とされ、単系統群を形成するとされる。

## 生態
河口、マングローブ林等に生息する。完全水棲。
食性は植物食で、植物の葉、果実、等を食べる。満潮時に岸辺付近や上流に移動し採食を行う。幼体は魚類、甲殻類、貝類等も食べるが、成長に伴い植物食傾向が強くなる。
繁殖形態は卵生。川辺や中州、砂浜等に集団で90cm程の深い穴を掘った後に15-30cmの浅い穴を掘り、その中に1回に5-60個の卵を年に3回まで産む。現在は生息数が激減しているため大規模な集団を形成することはないが、以前は500頭以上の大規模な集団で産卵した例もある。母親は産卵巣を後肢で埋めた後に腹甲でその上を押し固める。地域によっては産卵のため、河川の上流域まで遡上することがある。産卵の間隔は15-20日。卵は68-112日で孵化する。

## 人間との関係
生息地では卵も含め食用とされることもある。
開発による生息地の破壊や、食用の乱獲等により生息数は激減している。そのため1975年にワシントン条約附属書Iに掲載された。